# Myomésine
La myomésine est une protéine qui relie entre eux les filaments de myosine et maintient les deux filaments groupés. Elle assure donc la cohésion du disque M. On la trouve principalement dans les disques M des sarcomères.